# フランスラグビー連盟
フランスラグビー連盟（フランスラグビーれんめい、仏: Fédération française de rugby à XV、略称FFR。英: French Rugby Federation）は、フランスにおけるラグビーユニオン競技の統括団体である。略称FFR。

## 歴史
1910年からフランス代表が、イングランド、アイルランド、ウェールズ、スコットランドの4か国によるホーム・ネーションズ・チャンピオンシップ（Home Nations Championship）大会に加わり、大会は「ファイブ・ネイションズ（5か国対抗）」と呼ばれた。
1919年、フランスラグビー連盟（FFR）が発足。
1920年代にフランス国内でラグビーユニオンが爆発的人気となり、クラブ同士で有力選手の金銭による引き抜きが相次いだ。この現状を「プロ化」とみた国際ラグビーフットボール評議会（IRFB、現在のワールドラグビー）は憂慮し警告を行ったが、フランス側はそれを無視。
これにより、1932年からフランスが国際試合から除外され、「ファイブ・ネイションズ」はフランスが抜けて4か国による「ホーム・ネーションズ・チャンピオンシップ」に戻った。
1934年、フランスが中心となり、国際アマチュア・ラグビー連盟（Federation International de Rugby Amateur; 略称FIRA、現・ラグビーヨーロッパ）を設立。フランス、イタリア、カタルーニャ、チェコスロバキア、ルーマニア、ドイツ、オランダ、ポルトガル、スウェーデンの9協会が加盟し、IRFBへの対抗組織となった。
1939年、フランスが「ファイブ・ネイションズ」に復帰。ただし第二次世界大戦のため、試合が行われたのは1947年からとなった。
1978年、フランスラグビー連盟（FFR）がIRFBに加盟。
1994年、フランスが立ち上げた国際アマチュア・ラグビー連盟（FIRA）は、IRFBの傘下となり、現在は「ラグビーヨーロッパ」として、ワールドラグビー地域統括団体の1つとなった。
2024年12月7日、フランスラグビー連盟の総会で、2023-24年度の営業損失が2940万ユーロ（約48億円）となったことが発表された。7年連続の赤字となり、累積損失額は6510万ユーロ（約107億1600万円）に達した。

## 主な大会
- フランス選手権
  - トップ14
  - プロD2